# Joanna (film 2013)
Joanna – polski film dokumentalny z 2013 roku, w reżyserii Anety Kopacz, która wraz z Tomaszem Średniawą napisała scenariusz filmu.
Obraz opowiada historię Joanny – od lekarza dowiedziała się, że ma przed sobą trzy miesiące życia – oraz jej bliskich: męża Piotra i pięcioletniego Jasia. Film jest opowieścią o życiu chwilą, o odchodzeniu i miłości. Joanna zakłada blog, który zyskuje dużą popularność. Kobieta cieszy się życiem, małymi, prostymi sprawami, ale jest świadoma swojej sytuacji.
Polska premiera miała miejsce 20 lutego 2015 roku, a światowa 16 maja 2013. 15 stycznia 2015 roku film uzyskał nominację do Oscara w kategorii „Najlepszy krótkometrażowy film dokumentalny”.
Nagrody i nominacje:
- 2013 – Międzynarodowy Festiwal Sztuki Autorów Zdjęć Filmowych Camerimage – Konkurs Krótkometrażowych Filmów Dokumentalnych, nominacja: Łukasz Żal
- 2014 – Warszawski Międzynarodowy Festiwal Filmowy: Najlepszy film krótkometrażowy – Nagroda Publiczności
- 2015 – nominacja do Oscara w kategorii „Najlepszy krótkometrażowy film dokumentalny”
- 2015 – Nagrody Polskiego Kina Niezależnego (OFFskary) – nominacja w kategorii: Najlepszy film
- 2015 – Nagrody Polskiego Kina Niezależnego (OFFskary) – nominacja w kategorii: Najlepszy film dokumentalny